# Borj (ort i Markazi)
Borj (persiska: برج) är en ort i Iran.   Den ligger i provinsen Markazi, i den centrala delen av landet, 280 km sydväst om huvudstaden Teheran. Borj ligger 2 164 meter över havet och antalet invånare är 203.
Terrängen runt Borj är varierad.Runt Borj är det ganska glesbefolkat, med 48 invånare per kvadratkilometer. Närmaste större samhälle är Bāzneh, 13,1 km nordost om Borj. Trakten runt Borj består i huvudsak av gräsmarker.